# Хагрольд
Хагрольд ( ок. 944–954), также известный как Хагрольдус, Гарольд и Харальд — предводитель викингов X века, известный как правитель Байё. Был язычником из Скандинавии и, по-видимому, захватил власть в Нормандии примерно во время смерти Вильгельма, графа Руанского. Его карьеру можно интерпретировать в контексте помощи норманнам против вторжения франкской власти или, наоборот, в контексте использования норманнов в своих интересах.

## Контекст
В 940-х годах появились признаки ослабления нормандского герцогства. Прибывали новые отряды викингов, привлекаемые возможностью грабить и заселять местные земли. На территории Вильгельма утвердились новые люди — и прежде всего отряд Хагрольда, занявший Байё и его окрестности. Возникли разногласия религиозного характера. Одни норманны отказались от христианской веры и призвали союзников из-за границы, в то время как другие оставались сторонниками герцога и интеграции во франкское общество.
После убийства герцога Нормандии Вильгельма I, чей сын и преемник Ричард был ещё ребёнком, король Людовик IV, сын Карла Простоватого, и герцог Гуго Великий стремились воспользоваться слабостью Ричарда и предприняли шаги по возвращению своей власти над Нормандией. Согласно  «Анналам» Флодоарда и «Историям» Ришеруса, в 944 году Людовик дал разрешение герцогу Гуго захватить Байё. 
Ричарду подчинялась лишь небольшая часть местных норманнов, а сам он был слишком молод, чтобы принимать активное участие в событиях. Однако отношения между Людовиком и Гуго испортились после того, как король отказался от намерения взять Байё и приказал чтобы Гуго снял осаду с города. Это позволило Ричарду заключить союз с обиженным герцогом. Они также установили дружеские отношения с Харальдом из Байё. Последний шаг оказался решающим, поскольку в 945 году люди Харальда захватили в плен самого Людовика, что фактически положило конец планам короля по продвижению в Нормандию.

## Исторические сведения
Согласно «Анналам» и «Историям», в 945 году Хагрольд захватил Людовика в плен. Однако Гуго добился освобождения короля путём переговоров. Тот факт, что в этих записях Хагрольд описывается как владелец Байё, говорит о том, что именно он руководил успешной обороной города в предыдущем году. Он был явно весьма могущественной фигурой, поскольку не только имел власть, но и выдержал осаду франков. На этом этапе истории, ещё до убийства Вильгельма, власть нормандского графа охватывала лишь окраины Руана.  Хагрольд, по-видимому, правил Байо как своим личным владением и был независим, как от франков, так и от норманнов. Присутствие Хагрольда в Нормандии объяснялось политическими беспорядками в Дании примерно в это время,  что способствовало беспорядочному заселению Нормандии выходцами из Дании.  Волны скандинавских поселенцев в Нижней Нормандии в этот период привели к  ослаблению власти нормандского графа.
Возможно, что после смерти Вильгельма Хагрольд при иностранной поддержке захватил контроль над частями Котантена и распространил свою власть на Байё. С другой стороны, Хагрольд мог действовать в направлении оказания помощи норманнам Руана в противостоянии франкам. Хотя он защищал Байё от Людовика и Гуго в 944 году, пленение Людовика позволяет предположить, что Хагрольд добровольно вызвался помочь Гуго в борьбе против короля. Религиозная принадлежность, по-видимому, играла решающую роль в политической расстановке сил в Нормандии X века. Согласно Анналам, в 943 году в Нормандию прибыло множество язычников из Скандинавии, что привело к тому, что некоторые норманны вернулись из христианства в язычество. Долгое время после правления  Хагрольда нормандская светская и церковная власть в Байё оставалась шаткой.  
Что стало с Хагрольдом неизвестно. Одна из возможностей заключается в том, что он и его семья перебрались в регион Ирландского моря, и что его потомком был Мейк Араилт.